# Leandro Ledesma
Leandro Adrián Ledesma (Santa Fe Capital, Provincia de Santa Fe, Argentina; 12 de junio de 1987) es un futbolista argentino. Juega como delantero y su primer equipo fue Patronato de Paraná. Actualmente milita en Atlético Paraná del Torneo Regional Amateur.

## Clubes
| Club                         | País       | Año       |
| ---------------------------- | ---------- | --------- |
| Patronato de Paraná          | Argentina  | 2007-2008 |
| Colón de Santa Fe            | Argentina  | 2008-2009 |
| Tiro Federal de Rosario      | Argentina  | 2009-2010 |
| Ben Hur de Rafaela           | Argentina  | 2010-2011 |
| Tiro Federal de Morteros     | Argentina  | 2011      |
| La Emilia                    | Argentina  | 2012      |
| ŠK Slovan Bratislava         | Eslovaquia | 2012      |
| San Luis de Quillota         | Chile      | 2013      |
| Unión Aconquija de Catamarca | Argentina  | 2013-2015 |
| Barracas Central             | Argentina  | 2016      |
| Unión Aconquija de Catamarca | Argentina  | 2016-2017 |
| Villa Mitre de Bahía Blanca  | Argentina  | 2017-2018 |
| Chaco For Ever               | Argentina  | 2018-2019 |
| Atlético Paraná              | Argentina  | 2020-?    |